# Boletina verticillata
Boletina verticillata är en tvåvingeart som beskrevs av Stackelberg 1943. Boletina verticillata ingår i släktet Boletina och familjen svampmyggor. Arten är reproducerande i Sverige. Inga underarter finns listade i Catalogue of Life.